# Charles W. Ryder
Pour les articles homonymes, voir Ryder.
Charles Wolcott Ryder (16 janvier 1892 - 17 août 1960) est un officier supérieur de l'armée américaine qui a servi avec distinction pendant la Première et la Seconde Guerre mondiale.

## Biographie

### Jeunesse et début de carrière
Né à Topeka, dans le Kansas, à la mi-janvier 1892, il est diplômé de l'école secondaire de Topeka. En 1911, il entre à l'Académie militaire de West Point, dans l'État de New York. Il obtient son diplôme quatre ans plus tard en tant que sous-lieutenant dans la branche d'infanterie de l'armée des États-Unis dans le cadre de la classe de 1915, également connue sous le nom de « la promotion sur laquelle les étoiles tombèrent ». Parmi ceux ayant également obtenu son diplôme se trouvaient Dwight D. Eisenhower, Omar Bradley, James Van Fleet, Joseph T. McNarney (en) et bien d'autres qui, comme Ryder, atteindront également le grade d'officier général. Sa première affectation l’emmène dans la 30e régiment d'infanterie, au cours duquel il prend du service à la frontière près de Fort Sam Houston, au Texas. Il sert ensuite avec le Reserve Officers Training Corps à New York et, au moment de l'entrée des États-Unis dans la Première Guerre mondiale, est commandant de compagnie dans le 16e régiment d'infanterie.
Ryder, en même temps que le reste de son régiment, faisait maintenant partie de la 1re brigade de la nouvelle 1re division d'infanterie. L'unité rejoint le front occidental en juin 1917, étant l'une des premières de la Force expéditionnaire américaine à être déployée outre-mer pendant la Première Guerre mondiale. Promu capitaine, commandant la compagnie 'B' du 1er bataillon (16e d'infanterie), Ryder et son régiment, pas immédiatement engagés dans le combat, passant près d'un an à s'entraîner aux tactiques de guerre de tranchée de l'armée française. Il est promu major le 17 juin 1918 et prend le commandement du 1er bataillon du 16e régiment d'infanterie.
Un mois plus tard, il dirige le bataillon lors de la bataille de Soissons, subit de lourdes pertes, lui-même étant blessé par l'artillerie allemande tout en continuant de diriger ses hommes. Sur les 1 100 hommes du bataillon de Ryder déployés le 18 juillet 1918, il en restait moins de 50 cinq jours plus tard. Lors de sa première bataille, il reçut la Distinguished Service Cross, la deuxième plus haute distinction du pays pour sa bravoure face à l'ennemi, la Citation Star et la Purple Heart.
Blessé au cœur (ce qui l'affectera pour le reste de sa vie), il passe les semaines suivantes à se rétablir à l'hôpital et revient bientôt au commandement de son bataillon. Il dirige de nouveau le bataillon lors de l'offensive Meuse-Argonne au début d'octobre 1918, où il capture la colline 272, une caractéristique de terrain dominante dans le secteur de la 1re division qui avait immobilisé la division pendant trois jours. Après avoir personnellement observé l'objectif de son bataillon, il donne des ordres verbaux à ses commandants de compagnie et expose son plan d'attaque. Le 8 octobre l'artillerie divisionnaire concentre le feu sur la colline et le bataillon de Ryder, comme à Soissons, toujours en tête du front, attaque la colline à 08 h 30 le lendemain, sous couvert d'un épais brouillard et appuyé par des mitrailleuses et un énorme barrage d'artillerie. Travaillant en petites unités pour déborder les mitrailleuses et les mortiers ennemis, capturer ou détruire les positions ennemies, le bataillon avait, à 11 h 00, sécurisé tous ses objectifs et capturé plus de 50 mitrailleuses, commençant alors à consolider sa position. Pour son leadership personnel dans la bataille, Ryder reçoit une deuxième Distinguished Service Cross, deux des vingt-cinq à être décernées aux hommes de la 1re division. La Première Guerre mondiale prend fin un peu plus d'un mois plus tard avec la signature de l'armistice avec l'Allemagne entrant en vigueur le 11 novembre 1918 à 11 h 00. La guerre de Ryder s'acheva et les leçons personnelles apprises lui serviront avec succès à l'avenir.

### Entre-deux-guerres
Après la fin du conflit, Ryder reste dans l'armée, servant brièvement en France et en Allemagne. Ryder avait été décoré de deux Distinguished Service Cross, une Silver Star et une Purple Heart pour son service pendant la guerre.
Durant la période de l'entre-deux-guerres, Ryder sert dans divers postes, notamment la Command and General Staff School, de Fort Leavenworth (Kansas), le 15e régiment d'infanterie à Tientsin, en Chine, Instructeur adjoint de tactique, commandant de la compagnie des cadets à West Point (1923-1924) et comme commandant des cadets à West Point (1937-1941).

### Seconde Guerre mondiale
En 1941-1942, pendant la Seconde Guerre mondiale, il est chef d'état-major du VIe corps. De mai 1942 à juillet 1944, Ryder, promu général de division, est commandant général de la 34e division d'infanterie, la première division américaine déployée en Europe pendant la Seconde Guerre mondiale. Il a dirigé la division pendant la campagne de Tunisie et la campagne d'Italie, y compris les débarquements de l'opération Torch en Afrique française du Nord en novembre 1942 et de nombreuses batailles en Italie.

### Après-guerre
Du 2 septembre 1944 au 6 décembre 1948, Ryder sert comme général commandant du IXe corps, se préparant à l'invasion du Japon. Après la capitulation japonaise, il continue à servir en tant que général commandant du IXe corps pendant l'occupation du Japon.
Il prend sa retraite de l'armée en 1950 et décède le 17 août 1960, à l'âge de 68 ans.

### Famille
Son fils, Charles Wolcott Ryder Jr. était un diplômé de l'Académie militaire de West Point dans la classe de 1941 qui servit avec la 90e division d'infanterie, eut une carrière tout aussi distinguée et, comme son père, atteignit également le grade de général de division.

## Décorations
| Bronze oak leaf cluster | Distinguished Service Cross (avec feuille de chêne) |
|                         | Army Distinguished Service Medal                    |
| Bronze oak leaf cluster | Silver Star (avec feuille de chêne)                 |
| Bronze oak leaf cluster | Legion of Merit (avec feuille de chêne)             |
|                         | Purple Heart                                        |
| Silver star             | World War I Victory Medal (avec Citation Star)      |
|                         | American Defense Service Medal                      |
|                         | American Campaign Medal                             |
|                         | European–African–Middle Eastern Campaign Medal      |
|                         | World War II Victory Medal                          |
|                         | Army of Occupation Medal (avec agrafe allemande)    |
|                         | Companion of the Order of the Bath                  |